# Kochia krylovii
Kochia krylovii là loài thực vật có hoa thuộc họ Dền. Loài này được Litv. mô tả khoa học đầu tiên năm 1909.